# Baltimore Comic-Con

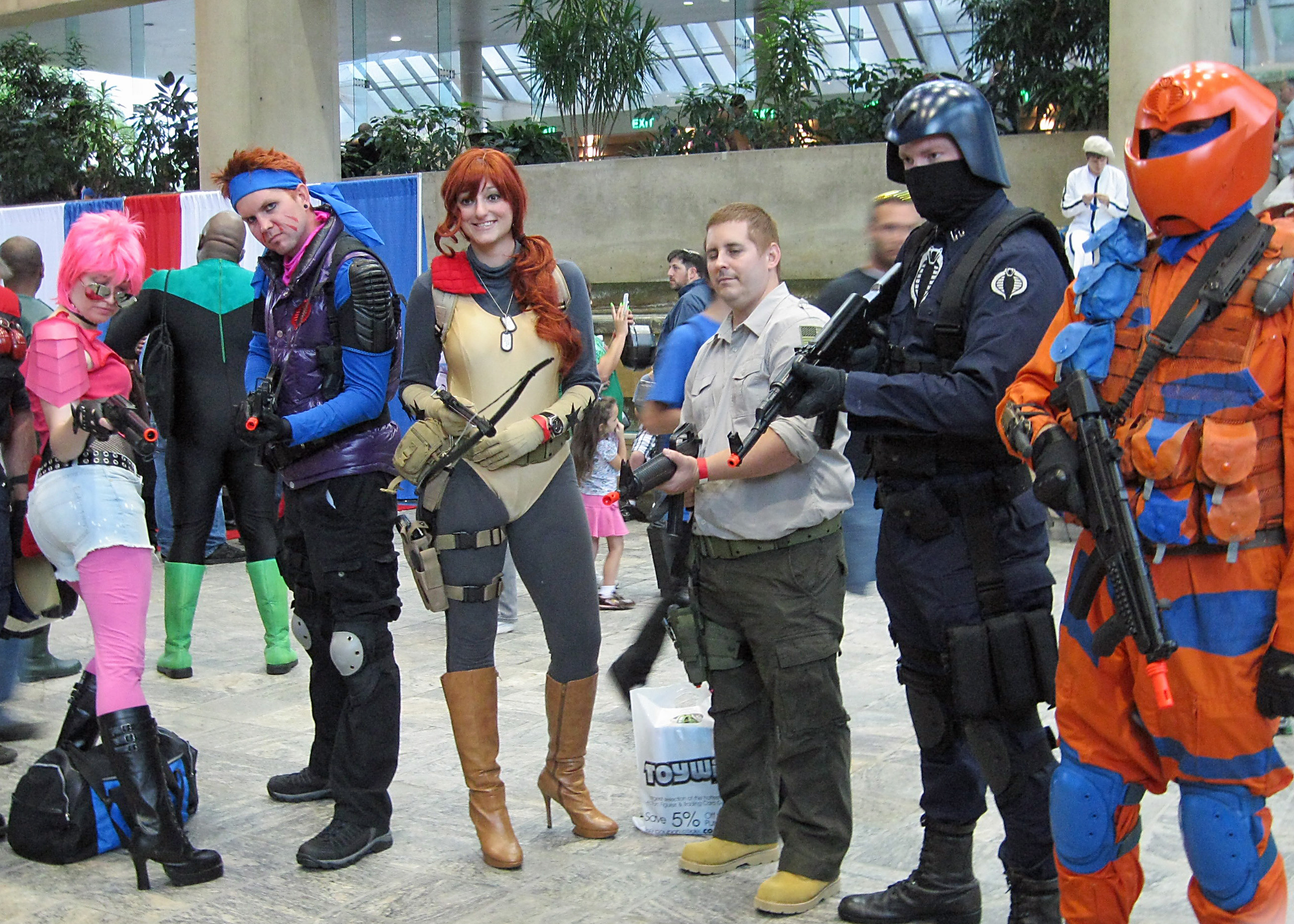
Baltimore Comic-Con 2011 - G.I. Joe Team

Le Baltimore Comic-Con est un festival de bande dessinée américain se déroulant chaque année à Baltimore depuis 2000, actuellement au Baltimore Convention Center. Les prix Harvey y sont remis depuis 2006. Il dure trois jours depuis 2014.